# ۱۲ دی
۱۲ دی دویست و هشتاد و هشتمین روز سال در گاه‌شماری خورشیدی است. به پایان سال ۷۷ روز (۷۸ روز در سال کبیسه) باقی‌است.

## رویدادها
- ۱۳۶۰ - آغاز عملیات محمد رسول‌الله
- ۱۳۷۵ - جنایت خیابان گاندی
- ۱۳۸۶ - حادثه ۱۲ دی ۱۳۸۶ فروند فوکر ۱۰۰ ایران ایر
- ۱۳۹۴ - آغاز حمله به سفارت و کنسولگری عربستان سعودی در ایران

## زادروزها
- ۱۳۴۶ - بهناز نازی، بازیگر

## درگذشتگان
- ۱۲۸۵ - مظفرالدین‌شاه قاجار ، پنجمین پادشاه ایران از دودمان قاجار
- ۱۳۵۸ - جواد بدیع‌زاده، خواننده
- ۱۳۶۶ - مریم روحپرور، خواننده
- ۱۳۸۶ - شهپر امیرابراهیمی، خواننده [۱]
- ۱۳۸۶ - راحله زمانی، از شهروندان ایران
- ۱۳۹۴ - هما ناطق، نویسنده و پژوهشگر
- ۱۳۹۶ - علی‌اکبر معین‌فر، نخستین وزیر نفت ایران
- ۱۳۹۶ - عباسعلی نورا، نماینده مردم زابل در دوره پنجم مجلس شورای اسلامی و دوره هشتم مجلس شورای اسلامی
- ۱۳۹۹ - محمدتقی مصباح یزدی، فقیه و نماینده استان خراسان رضوی در مجلس خبرگان رهبری
- ۱۴۰۲ - برزین حمزه‌زاده، از بازداشت‌شدگان خیزش ۱۴۰۱ ایران

## مناسبت‌ها
- روز رشت، روزی که رشت در ۴۵۷ سال پیش به عنوان مرکز سیاسی، فرهنگی، اجتماعی، اقتصادی استان گیلان انتخاب گردیده‌است. مناسبت این نامگذاری ورود سلطان محمود، نماینده شاه طهماسب صفوی، در روز ۱۲ دی ۹۳۶ شمسی به رشت است.